# Сычовка (Навлинский район)
Сычовка — деревня в Навлинском районе Брянской области в составе Бяковского сельского поселения.

## География
Находится в восточной части Брянской области на расстоянии приблизительно 18 км на восток-северо-восток по прямой от районного центра поселка Навля.

## История
Упоминалась с XVIII века (бывшее владение Карачевского Воскресенского монастыря). В 1866 году здесь (деревня Карачевского уезда Орловской губернии) учтено было 67 дворов .

## Население
Численность населения: 613 человек (1866 год), 145 человек (русские 98 %) в 2002 году, 66 в 2010.